# Ulrich (Oberstenfeld)
Ulrich auch Oudalrich (* um 985; † 10. September 1032 in Oberstenfeld) war von 1024 bis 1032 Kanzler am Hofe der Kaiser Heinrich und Konrad.

## Herkunft und Karriere
Ulrich stammte wahrscheinlich aus der Familie der Grafen von Ingersheim und war vermutlich ein Sohn von Adeltrud der Stiftermutter des Frauenstiftes Oberstenfeld, einer Tochter von Graf Burkhard im Murrgau, der als Ursprung der Grafenfamilien von Calw und von Lauffen gilt (nach Decker-Hauff). Im Jahre 1000 wird Ulrich erstmals in einer Urkunde Kaiser Ottos III. genannt. Als Kanzler der Kaiser Heinrich II. und Konrad II. ist er von 1024 bis 1032 nachweisbar.

## Grab
Ulrich wurde in der Krypta des Stiftes Oberstenfeld zusammen mit den Stiftern Adalhard, Adeltrud und Sohn Heinrich, sowie den Grafen Otto, Eberhard und Heinricus beigesetzt.